# (474083) 2016 JZ35
(474083) 2016 JZ35 es un asteroide perteneciente al cinturón de asteroides, descubierto el 15 de marzo de 2007 por el equipo del Mount Lemmon Survey desde el Observatorio del Monte Lemmon, Arizona, Estados Unidos.

## Designación y nombre
Designado provisionalmente como 2016 JZ35.

## Características orbitales
2016 JZ35 está situado a una distancia media del Sol de 2,554 ua, pudiendo alejarse hasta 3,069 ua y acercarse hasta 2,039 ua. Su excentricidad es 0,201 y la inclinación orbital 7,666 grados. Emplea 1491 días en completar una órbita alrededor del Sol.

## Características físicas
La magnitud absoluta de 2016 JZ35 es 17,109.